# 平斉線
平斉線（へいせいせん）は、黒竜江省チチハルより吉林省四平に至る中華人民共和国鉄道部（中国国鉄）の鉄道路線。全長571km。1917年より1923年、1925年より1926年と二期に分けて建設された。
建設当時は四洮鉄路・洮昂鉄路・斉克鉄路の3つの鉄道路線に分かれていたが、満州国時代に国有化され、1本の路線となった。
なお1936年まで斉昂軽便鉄路が昂昂渓-チチハル間で並行していた。ただし当時の新聞記事で「斉昂線」「斉昂鉄路」と書かれている場合、斉昂軽便鉄路ではなく本線の昂昂渓-チチハル間をさしていることがあるので注意を要する。

## 接続路線
- 三間房：浜洲線
- 鄭家屯：通遼方面
- 四平：京哈線、四梅線（瀋吉線梅河口に至る路線）。